# Baba O’Riley
Baba O’Riley ist ein Rock-Song der britischen Band The Who, der vom Gitarristen Pete Townshend geschrieben und 1971 auf dem Album Who’s Next veröffentlicht wurde. Auf Grund des Refrains „Don’t cry / don’t raise your eye / it’s only teenage wasteland“ wird dem Lied fälschlicherweise oft der Titel Teenage Wasteland zugeordnet.

## Geschichte
Baba O’Riley wurde ursprünglich für die zweite Rockoper von The Who geschrieben, die unter dem Namen Lifehouse erscheinen sollte. Das Projekt scheiterte; einige der Stücke, darunter Baba O’Riley, wurden in der Folge für das Album Who’s Next verwendet. Der Titel erschien in einigen europäischen Ländern als Single, allerdings nicht in den USA und Großbritannien.
Der Titel des 4:58 Minuten langen Stücks ist eine Kombination der Namen Meher Baba und Terry Riley, die Townshend jeweils auf ihre Art als Inspiration dienten: Baba als spiritueller Mentor, Riley als Komponist der Minimal Music, der Townshend mit dem Werk A Rainbow in Curved Air dazu inspirierte, einen Synthesizer-Loop zu verwenden. Die Aufnahme beginnt mit einem 41 Sekunden andauernden Loop, der auf einer Lowrey-Orgel gespielt und durch einen Synthesizer im Klang modifiziert wurde.
Nach der Einleitung sind neben dem Synthesizer-Loop Klavier, Gesang, Schlagzeug und Bass zu hören. Die Gitarre steigt erst nach der ersten Strophe mit einem Riff ein. Als Besonderheit steht am Ende des Stücks ein folkloristischer Teil, bei dem eine irische Geige, gespielt von Dave Arbus von der Band East of Eden, im Mittelpunkt steht.
Dieser Teil wurde von dem Who-Schlagzeuger Keith Moon, der damals mit Dave Arbus befreundet war, produziert.
Die Synthesizerspur ist Teil eines längeren Synthesizer-Stückes, das Townshend 1972 auf dem von ihm initiierten Meher-Baba-Tributalbum I Am veröffentlichte. Weitere Teile sind auf seinem Soloalbum Psychoderelict aus dem Jahre 1993 zu finden.
Der Song ist regelmäßiger Bestandteil von Konzerten und auf verschiedenen CD-Zusammenstellungen und Live-DVDs enthalten.

## Rezeption
In einer Liste der Musikzeitschrift Rolling Stone der 500 besten Songs aller Zeiten belegte Baba O’Riley im Jahr 2004 Platz 340. Infolge einer Aktualisierung der Liste im Jahr 2010 belegte das Lied Platz 349, was sich bis in das Jahr 2021 nicht verändert hat.
Das Lied ist der Titelsong des Filmes Premium Rush und der Serie CSI: NY. Außerdem ist es in der ersten Staffel von Dr. House zu hören.
Am 12. August 2012 spielten The Who das Lied bei der Abschlussfeier der Olympischen Sommerspiele von London. Anschließend stieg das Lied über 40 Jahre nach der Erstveröffentlichung erstmals in die britischen Top 75 ein.

## Auszeichnungen für Musikverkäufe
| Land/Region                  | Auszeichnungen für Musikverkäufe (Land/Region, Auszeichnung, Verkäufe) | Verkäufe |
| ---------------------------- | ---------------------------------------------------------------------- | -------- |
| Italien (FIMI)               | Platin                                                                 | 50.000   |
| Neuseeland (RMNZ)            | 2× Platin                                                              | 60.000   |
| Spanien (Promusicae)         | Gold                                                                   | 30.000   |
| Vereinigtes Königreich (BPI) | Platin                                                                 | 600.000  |
| Insgesamt                    | 1× Gold · 4× Platin ·                                                  | 740.000  |

## Coverversionen
Es existieren unter anderen Coverversionen von folgenden Interpreten:
- Blue Man Group
- Disturbed (im Rahmen eines Cover-Medleys)
- Dropkick Murphys
- Ronnie James Dio & Elf (live 1972)
- The Gaslight Anthem
- Hollywood Vampires (Live)
- Mr. Big
- Nirvana (mit anderem Text)
- Pearl Jam
- Puhdys (Teenage Wasteland) (Jubiläumsalbum 1989)
- Racer X
- They Might Be Giants